# ジェニファー・レッツケ
ジェニファー・レッツケ（Jennifer Retzke、1984年11月25日 - ）は、ドイツの女子プロボクサーである。初代IBF女子世界ジュニアミドル級王者。

## 来歴
2010年2月6日、Julia Herbener戦でデビューし判定勝利。
2戦目でRamona Hartwigに1回TKO勝ちしてからは6戦連続TKO勝利。
2010年10月2日、9戦全勝で初代ドイツ女子ウェルター級王座をかけてMaika Schubertと対戦。1回TKOで初タイトル獲得。
2010年11月12日、ダニエラ・スミスと新設されたIBF女子世界ウェルター級王座を争うが、0-3判定で敗れ初黒星。
2011年4月1日、エヴァ・ハラシと初代IBF女子世界ジュニアミドル級王座を争い、5回TKOで初の世界王座獲得。
しかし、防衛戦は行われず剥奪。
2012年7月21日、Daniela Elena Dimaを1回TKOで降す。
2013年6月1日、スウェーデンでミカエラ・ローレンとIBF女子世界ジュニアミドル級王座を争う予定だったが中止。
2013年8月3日、Florence Muthoni GachauとIBO女子世界ウェルター級王座を争うが引き分け。
2013年10月4日、Angel McKenzieとGBU王座を争い、判定で勝利して王座獲得。

## 戦績
- 15戦 13勝（9KO） 1敗 1分

## 獲得タイトル
- 初代IBF女子世界ジュニアミドル級
- GBU女子世界ウェルター級王座